# Idro (torrente)
L'Idro è un torrente della Puglia.

## Descrizione
Nasce dalla sorgente di Carlo Magno (nei pressi di Casamassella) e percorre la valle per tre chilometri, fiancheggiando Monte Cavallo dove si unisce al suo ramo settentrionale la cui sorgente è ubicata in corrispondenza del km 998+800 della SS 16, e sfocia a Otranto nei pressi dei giardini pubblici. Esso rappresenta l'idrografia in superficie del territorio otrantino. 
Il torrente diede il nome al Dipartimento dell'Idro, uno dei dipartimenti della Repubblica Napoletana del 1799. 